# Успенська церква (Веприк)
Успенська церква — цегляна церква у селі Веприк Гадяцького району Полтавської області. Пам'ятка архітектури національного значення, охоронний № 587.

## Опис
Храм споруджено у стилі ампір. Це — однобанна споруда, західна частина якої прямокутна, а східна має напівкруглу вівтарну апсиду. Центральний простір середохрестя замкнутий між чотирма пілонами, що завершуються арками, на які спирається високий циліндричний світловий барабан, вкритий напівсферичним куполом, що завершується декоративним восьмигранним ліхтариком і досить великим «підхрестним» яблуком, увінчаним хрестом. Стіни світлового барабану прикрашені чотирма високими (бл. 4 м) арковими вікнами та чотирма напівкруглими нішами меншого розміру, між якими розміщені вісім плоских пілястр, які завершуються капітелями коринфського ордеру. Завершується стіна барабану карнизом з модульйонами. Фасади пам'ятки вирішені в ордерній системі, стіни мають двоярусне членування.
Вівтарна апсида обрамлена шістьма колонами, південний та північний фасади мають чотириколонні портики, західний — 2 ряди колон, перший з яких (основний) — шестиколонний, увінчаний трикутним фронтоном, другий — чотириколонний, з лучковим фронтоном. Усі колони коринфського ордеру. В інтер'єрі західна частина храму розділена колонами на три нави.
У 1917–1926 коштом парафіян інтер'єри церкви були розписані художниками Біликами.
Мурована двоярусна дзвіниця знаходиться у кількох метрах від західної частини храму. Збудована кількома роками пізніше після освячення храму під час благоустрою прилеглої території. Тоді ж церковне подвір'я було обнесене мурованим парканом, який примикає до дзвіниці з півночі та до будинку причту, розташованому з південного боку дзвіниці. Перший ярус дзвіниці прямокутний у плані, служить проходом на храмове подвір'я. Другий — квадратний, дзвоновий, збудований у вигляді чотирьох аркових пілонів, перекритих куполом і увінчується чотиригранним шпилем з хрестом. Фасади пілонів завершені трикутними фронтонами з люкарнами у тимпанах. Фасади першого ярусу дзвіниці і будинку рустовані.

## З історії храму
23.05.1815 розпочато будівництво мурованого храму на кошти поміщика Семена Прокоповича Масюкова. 1821 будівельні роботи закінчено, і храм освячено єпископом полтавським Мефодієм (Піснячевським), про що свідчила пам'ятна дошка всередині храму.
1901 — мала церковний будинок, діяла земська школа.
1902 — мала церковну сторожку, будинок для псаломщика, діяли церковна б-ка та земська школа.
1912 — мала квартири для священика і псаломщика.
У 1895 до парафії входили частина м-ка Веприк та хутір в 7 верстах від нього.
1901 у парафії — частина м-ка Веприк та хутір, 272 двори.
1902 — частина м-ка Веприк та хут. Яновщина.
У черв. 1922 релігійна громада У. ц. пройшла державну реєстрацію. Відомо, що громада була ліквідована, а церква закрита.
Відновила діяльність, імовірно, в кін. 1941 чи на поч. 1942. З того часу діяльність не перереривалася.
За вівтарною частиною храму в межах огорожі церковного подвір'я існував невеликий цвинтар, від якого збереглося три могили.

## Галерея

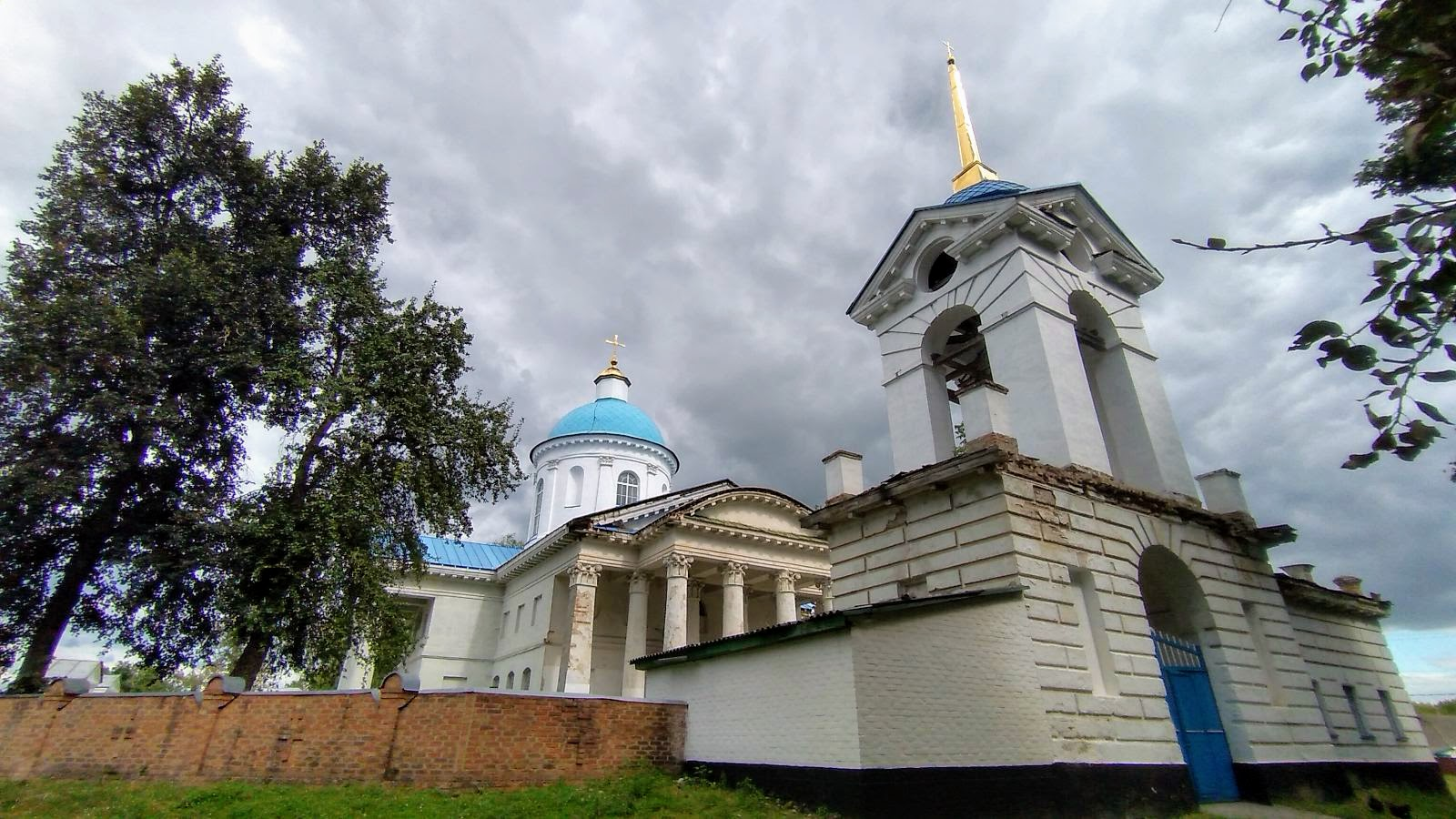

## Сучасність
Релігійна громада пройшла державну реєстрацію 19.02.1993 за № 72, як громада УПЦ. Богослужіння проводяться у культовій споруді.